# Bíbormellű nektármadár
A bíbormellű nektármadár (Chalcomitra senegalensis) a madarak (Aves) osztályának verébalakúak (Passeriformes) rendjébe, ezen belül a nektármadárfélék (Nectariniidae) családjába tartozó faj.

## Rendszerezése
A fajt Carl von Linné svéd természettudós írta le 1766-ban, a Certhia nembe Certhia senegalensis néven. Sorolták a Nectarinia nembe Nectarinia senegalensis néven is.

## Alfajai
- Chalcomitra senegalensis acik (R. Hartmann, 1866)
- Chalcomitra senegalensis gutturalis (Linnaeus, 1766)
- Chalcomitra senegalensis lamperti (Reichenow, 1897)
- Chalcomitra senegalensis proteus (Rüppell, 1840)
- Chalcomitra senegalensis saturatior (Reichenow, 1891)
- Chalcomitra senegalensis senegalensis (Linnaeus, 1766)[2]

## Előfordulása
Dél-Afrika és Namíbia nagy részét leszámítva a Szaharától délre egész Afrikában előfordul. 
Természetes élőhelyei a szubtrópusi vagy trópusi füves puszták, cserjések és szavannák, valamint szántóföldek, vidéki kertek és városias régiók. Állandó, nem vonuló faj.

## Megjelenése
Testhossza 15 centiméter. A hím rikító pompázatos ruhája világító vörös mellkasát, zöld fejbúbját és szintén zöld torkát leszámítva túlnyomórészt feketén csillog. Egyszerűbb ruhája nem ennyire fénylő. A tojó fakóbb színezetű, mint a hím. Felül sötétbarna, alul világosabb barna és pöttyös. A csőr hosszú és lefelé hajlik, nektárszipókaként kisebb virágokra specializálódott. Csőrének vége hegyes, hogy át tudja szúrni a nagyobb virágok burkát. Nyelve hosszú és cső alakú, a nektár kiszívására alkalmas.
|  |  |

## Életmódja
Tápláléka nektárból, kisebb rovarokból és pókokból áll. A bíbormellű nektármadár 3-4 évig élhet.

## Szaporodása
A költési időszak augusztus-március között van, és évente egyszer költ. A madár a faágak csúcsán egy zacskó alakú fészket épít, amelybe egy lyukon bújik be. A fészekben két ovális, fehér vagy krémszínű olívazöld vagy szürke pöttyös tojás van. A kotlás 14-15 napig tart. A fiatal madarak 16-19 napos korukban repülnek ki.

## Természetvédelmi helyzete
Az elterjedési területe rendkívül nagy, egyedszáma pedig stabil. A Természetvédelmi Világszövetség Vörös listáján nem fenyegetett fajként szerepel.